# Simon Strömstedt
Simon Karl August Strömstedt, född 24 september 1991 i Stockholm, är en svensk låtskrivare. Han är son till Niklas Strömstedt och Efva Attling samt äldre halvbror till Maja Strömstedt. Han har skrivit musik till artister som Måns Zelmerlöw, Otto Knows, Jakob Karlberg och Alesso. 2016 blev Simon Strömstedt nominerad i kategorin Årets genombrott på Musikförläggarnas pris. Som musiker debuterade han med en egen EP 2018.